# Château de Turcey
Le château de Turcey  est un château moderne situé à Turcey (Côte-d'Or) en Bourgogne-Franche-Comté.

## Localisation
Le château de Turcey se situe à l'extrémité nord-ouest du village, en rive ouest de la RD 10.

## Historique
L’histoire du château de Turcey est liée à celle de l’abbaye de Saint-Seine, Gautier, seigneur de Sombernon, lui ayant donné en 1200 tout ce qu'il possède à Turcey. En 1238, une charte munie du sceau de Hugues IV de Bourgogne confirme que Gui, chevalier de Turcey, tient en fief de l'église de Saint-Seine tout ce qu'il possède à Turcey. En 1483, la Tour est toujours réputée du fief de l’abbaye et le 10 octobre 1533, Guillaume Bougard, seigneur de Turcey, reconnait qu'il tient d'Antoine de Vienne, abbé de Saint-Seine, la maison forte de Turcey avec tour près du portail et pont-levis[réf. souhaitée].
En 1605, Étienne de Loisy, président de la chambre des comptes de Bourgogne rebâtit en partie la forteresse. En 1611, le domaine fermé de murailles et environné de fossés, avec pont-levis comporte château, maison forte et dans l'enclos dudit château une porterie, un corps de logis avec un pavillon, écurie, remise de carrosse et aux quatre coins quatre tours, faisant la clôture avec le colombier. À la fin du XVIIIe siècle, le château est laissé à l'abandon et vendu comme bien national en l'an IV, il est alors utilisé comme ensemble agricole[réf. souhaitée].

## Architecture
La maison forte est composée autour d'une cour garnie de trois tours rondes sur angle, une tour rectangulaire sur la façade sud et une tour porche qui supporte un pont-levis sur la façade est. À sa gauche, le bâtiment d'habitat à un étage et demi est moderne ; le bâtiment des communs lui fait face à droite. L'angle droit est formé d'une tour ronde avec cave voûtée, étage de pigeonnier et étage de tir. À l'ouest la cour est fermée par un bâtiment à un étage avec plusieurs grandes cheminées gothiques et un four à pain. La façade externe du bâtiment ouest est ouverte en son centre d'une porte charretière et ses deux angles extérieurs sont garnis de tours rondes coiffées de toitures coniques. Le côté nord de la cour est fermé par un bâtiment d'enceinte et par des murs de courtines[réf. souhaitée].
Le mur de courtine côté sud est disparu. Sur ce côté se dresse une imposante tour rectangulaire plus ancienne de trois étages couverte d'un toit à deux pans. On y remarque une souche de cheminée sur la face sud et, au troisième étage, un orifice de bretèche flanqué de canonnières. La latrine en encorbellement sur l'angle sud-ouest du premier étage est tardive. La façade ouest est flanquée d’un bâtiment rectangulaire qui abrite un escalier au rez-de-chaussée et une chapelle au premier étage. Celle-ci, voûtée en plein-cintre, a été décorée à la Renaissances d'enduits peints et de blasons. La façade externe du chœur porte le millésime 1611. Des fossés qui entouraient l'ensemble du bâtiment ne reste qu'une légère dépression à droite de la tour-porche et autour de la tour sud-ouest[réf. souhaitée].
La porte d'entrée est inscrite aux monuments historiques par arrêté du 8 septembre 1928, le château par arrêté du 30 avril 1999.

## Mobilier
En 1897, deux cheminées du corps de logis sont vendues et remontées à Dijon, l'une au Palais de Justice, l'autre au lycée Carnot.
Les lieux abrite aujourd'hui une exploitation agricole et menacent ruine.